# 마시로 (1999년)
마시로 (본명 : 사카모토 마시로, 1999년 12월 16일 ~ )는 걸스플래닛 999 : 소녀대전에서 8위로 데뷔한 Kep1er의 멤버이다.

## 생애
1999년 일본 도쿄에서 태어나 걸그룹 알파버비즈로 활동을 했고 알파버비즈가 잘 되지 않자 한국에 와 JYP 공채 오디션에서 합격해 있지의 데뷔조에 들었지만 데뷔가 무산되자 일본으로 돌아가 아르바이트를 하며 지냈지만 TV에 친구들(있지)이 나오는 모습을 보고 Mnet의 서바이벌 프로그램 Girls Planet 999에 출연해 최종 8위로 Kep1er 데뷔조에 들어 데뷔를 하게 되었다.